# Nathan Fillion
Nathan Christopher Fillion (* 27. března 1971 Edmonton) je kanadský herec. K jeho nevýznamnějším rolím patří kapitán Malcolm Reynolds v seriálu Firefly a návazném filmu Serenity, Richard Castle v seriálu Castle na zabití či John Nolan v seriálu Zelenáč.

## Životopis
Fillion se narodil v Edmontonu v Kanadě jako mladší syn Boba Filliona a Cookie Fillionové (rozené Earlyové). Rodiče dříve pracovali jako učitelé angličtiny. Obě rodiny z otcovy strany měly kanadský původ. Matčin dědeček měl norské kořeny a matčina babička pocházela z Finska.
Fillion vyrůstal v edmontonské čtvrti Mill Woods. Navštěvoval katolickou střední školu Holy Trinity Catholic High School, Concordia University of Edmonton a Albertskou univerzitu, kde byl členem společenství Kappa Alpha Society. Od roku 1997 je občanem USA. Jeho starší bratr Jeff je ředitelem střední školy St. Elizabeth Seton Roman Catholic Elementary/Junior High School v Edmontonu.

## Kariéra

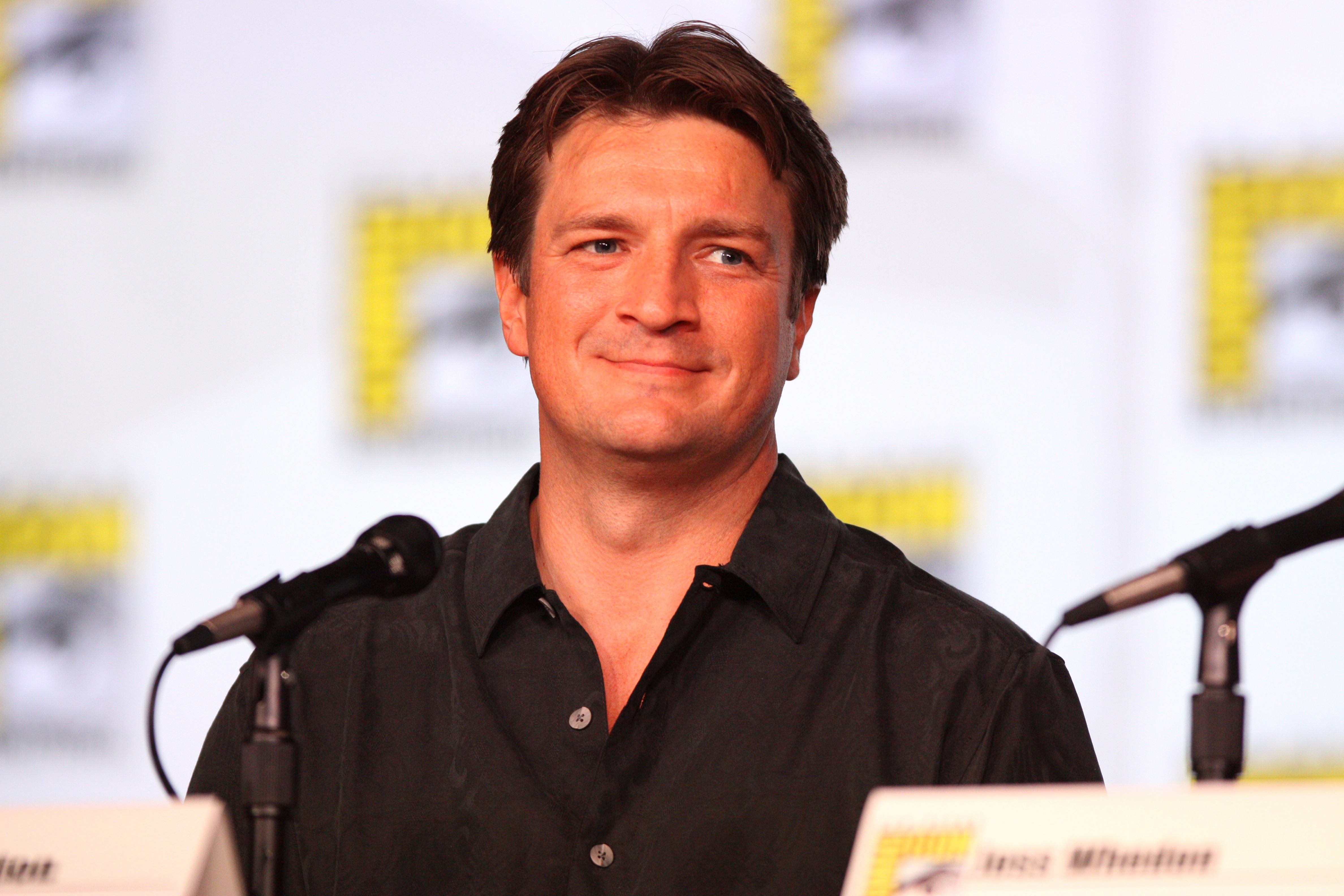
Nathan Fillion na akci Comic-Con v roce 2012

### 1994–2009
Po účinkování v několika divadelních, televizních a filmových produkcích se v roce 1994 přestěhoval do New Yorku, kde v roce 1996 získal nominaci na cenu Emmy v kategorii Nejlepší mladý herec v dramatickém seriálu za roli Joeyho Buchanana v mýdlové opeře One Life to Live. Spolupráci na seriálu ukončil v roce 1997, aby se mohl věnovat dalším projektům. V Los Angeles si zahrál vedlejší roli v sitcomu Two Guys, a Girl and a Pizza Place a získal roli ve filmu Zachraňte vojína Ryana (1998).
V letech 2002–2003 hrál postavu kapitán Malcolma Reynoldse ve sci-fi seriálu Josse Whedona Firefly, přičemž za tento výkon získal cenu Saturn. Roli si zopakoval v navazujícím filmu Serenity (2005). S Whedonem spolupracoval také na seriálu Buffy, přemožitelka upírů (2003), ve kterém účinkoval v několika epizodách, na internetové minisérii Dr. Horrible's Sing-Along Blog (2008) a na filmu Mnoho povyku pro nic (2012).
Hostoval např. v seriálu Ztraceni (jako manžel Kate; 2006), účinkoval ve dvanácti epizodách seriálu Zoufalé manželky (2007–2008). Hlavní role ztvárnil v krátce existujícím seriálu Drive (2007).

### 2009–současnost
Účinkoval v hlavní roli v krimiseriálu Castle na zabití (2009–2016). V roce 2013 hrál ve filmu Percy Jackson: Moře nestvůr. V roce 2017 získal vedlejší roli v seriálu Santa Clarita Diet a roli v seriálu A Series of Unfortunate Events.
V únoru 2018 byl obsazen do role Johna Nolana v seriálu stanice ABC Zelenáč.

## Zájmy
Je velkým příznivcem moderních technologií a aktivně tweetuje.

## Filmografie

### Film
| Rok  | Název                                   | Role                              | Poznámky            |
| ---- | --------------------------------------- | --------------------------------- | ------------------- |
| 1994 | Strange and Rich                        | Walter Hoade                      |                     |
| 1998 | Zachraňte vojína Ryana                  | James Frederick „Minnesota“ Ryan  |                     |
| 1999 | Dožeň, co se dá!                        | Cliff                             |                     |
| 2000 | Dracula 2000                            | otec David                        |                     |
| 2003 | Vražedné odhalení                       | Robert Graves                     |                     |
| 2004 | Outing Riley                            | Luke Riley                        |                     |
| 2005 | Serenity                                | Malcolm „Mal“ Reynolds            |                     |
| 2006 | Slimák                                  | Bill Pardy                        |                     |
| 2007 | Hlas smrti 2: Světlo                    | Abe Dale                          |                     |
| 2007 | Servírka                                | doktor Jim Pomatter               |                     |
| 2008 | Ženská za volantem                      | Runner                            |                     |
| 2009 | Wonder Woman                            | Steve Trevor (hlas)               |                     |
| 2010 | Super                                   | The Holy Avenger                  |                     |
| 2011 | Green Lantern: Emerald Knights          | Hal Jordan / Green Lantern (hlas) |                     |
| 2012 | Liga spravedlnosti: Zánik               | Hal Jordan / Green Lantern (hlas) |                     |
| 2012 | Mnoho povyku pro nic                    | Dogberry                          |                     |
| 2013 | Univerzita pro příšerky                 | Johnny Worthington III (hlas)     |                     |
| 2013 | Liga spravedlnosti: Záchrana světa      | Hal Jordan / Green Lantern (hlas) |                     |
| 2013 | Percy Jackson: Moře nestvůr             | Hermes                            |                     |
| 2014 | Party Central                           | Johnny Worthington III (hlas)     | krátkometrážní film |
| 2014 | Strážci Galaxie                         | vězeň (hlas)                      |                     |
| 2015 | DCU: Liga spravedlivých: Trůn Atlantidy | Hal Jordan / Green Lantern (hlas) |                     |
| 2015 | Highway of Tears                        | vypravěč                          | dokument            |
| 2017 | Strážci Galaxie Vol. 2                  | Simon Williams / Wonder Man       | vystřižená scéna    |
| 2017 | Auta 3                                  | Sterling (hlas)                   |                     |
| 2018 | The Death of Superman                   | Hal Jordan / Green Lantern (hlas) |                     |
| 2018 | Henchmen                                | kapitán Superior (hlas)           |                     |
| 2018 | Nomis                                   |                                   |                     |
| 2019 | Reign of the Supermen                   | Hal Jordan / Green Lantern (hlas) |                     |

### Televize
| Rok             | Název                           | Role                            | Poznámky                            |
| --------------- | ------------------------------- | ------------------------------- | ----------------------------------- |
| 1993            | Havárie v Arktidě               | strážník Tom Jardine            | TV film                             |
| 1994–1997, 2007 | One Life to Live                | Joey Riley Buchanan             |                                     |
| 1996            | Všichni starostovi muži         | Guy                             | díl: „A Star Is Born“               |
| 1997            | Total Security                  | Troy Larson                     | díl: „Das Bootie“                   |
| 1998            | Maggie Winters                  | Ronald                          | díl: „Mama's Got a Brand New Bag“   |
| 1998–2001       | Two Guys and a Girl             | Johnny Donnelly                 | 60 dílů                             |
| 1999            | Krajní meze                     | Michael Ryan                    | díl: „Star Crossed“                 |
| 2001            | Tatík Hill a spol.              | kluk s létajícím talířem (hlas) | díl: „Luanne Virgin 2.0“            |
| 2002            | Pasadena                        | reverend Glenn Collins          | 3 díly                              |
| 2002            | Firefly                         | Malcolm „Mal“ Reynolds          | 15 dílů                             |
| 2003            | Alligator Point                 | Bill                            | neprodaný televizní pilotní díl     |
| 2003            | Buffy, přemožitelka upírů       | Caleb                           | 5 dílů                              |
| 2003            | Miss Match                      | Adam Logan                      | 6 dílů                              |
| 2004            | Hollywood Division              | detektiv Tommy Garrett          | neprodaný televizní pilotní díl     |
| 2005–2006       | Justice League Unlimited        | Vigilante (hlas)                | 3 díly                              |
| 2006            | Ztraceni                        | Kevin Callis                    | díl: „Ano“                          |
| 2007            | Drive                           | Alex Tully                      | 6 dílů                              |
| 2007–2014       | Robot Chicken                   | různé hlasy                     | 5 dílů                              |
| 2007–2008       | Zoufalé manželky                | doktor Adam Mayfair             | 12 dílů                             |
| 2009–2016       | Castle na zabití                | Richard Castle                  | hlavní role, 173 dílů               |
| 2010–2018       | The Venture Bros.               | Hnědá vdova (hlas)              | 4 díly                              |
| 2012            | Americký táta                   | více hlasů                      | 2 díly                              |
| 2013            | Writers Guild of America Awards | sám sebe/moderátor              | televizní speciál                   |
| 2014–2015       | Zpátky do školy                 | Bob Waite                       | 2 díly                              |
| 2014–2016       | Městečko záhad                  | Preston Northwest (hlas)        | 4 díly                              |
| 2015            | Teorie velkého třesku           | sám sebe                        | díl: „Renovace obchodu s komiksy“   |
| 2015            | Kroll Show                      | Mountie McMinniman              | díl: „Twins“                        |
| 2015            | Drunk History                   | Wernher von Braun               | díl: „Space“                        |
| 2016            | HarmonQuest                     | Tetter Spice                    | díl: „Earthscar Village“            |
| 2016–2018       | Taková moderní rodinka          | Rainer Shine                    | 7 dílů                              |
| 2017–2018       | Santa Clarita Diet              | Gary West                       | 6 dílů                              |
| 2017            | Rick a Morty                    | Cornvelious Daniel (hlas)       | díl: „Rickova spása“                |
| 2017            | Brooklyn 99                     | Mark Devereaux                  | díl: „Serve & Protect“              |
| 2017–2018       | Big Mouth                       | Nathan Fillion (hlas)           | 5 dílů                              |
| 2018            | A Series of Unfortunate Events  | Jacques Snicket                 | 10 dílů                             |
| 2018            | Americká manželka               | sám sebe                        | 2 díly                              |
| 2018–dosud      | Zelenáč                         | John Nolan                      | hlavní role, také výkonný producent |

### Internet
| Rok       | Název                          | Role           | Poznámky                        |
| --------- | ------------------------------ | -------------- | ------------------------------- |
| 2008      | Dr. Horrible's Sing-Along Blog | kapitán Hammer | minisérie                       |
| 2008      | James Gunn's PG Porn           | Chris          | díl: „Nailing Your Wife“        |
| 2011      | The Morning After              | sám sebe       | díl: „1.173“                    |
| 2011      | The Guild                      | sám sebe       | díl: „Revolving Doors“          |
| 2011      | Husbands                       | zprávař        | díl: „Being Britney!“           |
| 2012      | Neil's Puppet Dreams           | doktor Mayfair | díl: „Doctor's Office“          |
| 2015–2017 | Con Man                        | Jack Moore     | 17 dílů, také výkonný producent |
| 2018      | Uncharted                      | Nathan Drake   | také producent                  |

### Videohry
| Rok  | Název                           | Role             | Poznámky |
| ---- | ------------------------------- | ---------------- | -------- |
| 2005 | Jade Empire                     | Gao the Lesser   |          |
| 2007 | Halo 3                          | seržant Reynolds |          |
| 2009 | Halo 3: ODST                    | seržant Buck     |          |
| 2010 | Halo: Reach                     | seržant Buck     |          |
| 2014 | Family Guy: The Quest for Stuff | sám sebe         |          |
| 2014 | Destiny                         | Cayde-6          |          |
| 2015 | Saints Row: Gat out of Hell     | God              |          |
| 2015 | Destiny: The Taken King         | Cayde-6          |          |
| 2015 | Halo 5: Guardians               | Edward Buck      |          |
| 2017 | Destiny 2                       | Cayde-6          |          |

### Audioknihy
| Rok  | Název       | Role             |
| ---- | ----------- | ---------------- |
| 2013 | World War Z | Stanley McDonald |